# Forestle
Forestle war eine ökologisch inspirierte Websuchmaschine, die im Jahr 2008 von Christian Kroll erfunden und initiiert wurde. Ziel der Websuche war es, Flächen tropischer Regenwälder zu retten und CO2-neutral zu arbeiten. Die Suchergebnisse stammten von Yahoo, mit dem Forestle kooperierte.
Forestle wurde am 1. Januar 2011 stillgelegt. Die Suchanfragen werden seitdem automatisch an den Nachfolger Ecosia weitergeleitet. Die Suchen bei Ecosia tragen weiterhin zum Regenwaldschutz bei.

## Beiträge zur Nachhaltigkeit
Forestle erzielte bei seinen Suchabfragen Werbeeinnahmen durch Klicks auf sogenannte Sponsorenlinks. Diese Textanzeigen wurden vom Yahoo Search Marketing geliefert und bei Forestle neben den normalen Suchergebnissen dargestellt, wobei die Partner die Werbeeinnahmen unter sich aufteilten.
Pro Suchanfrage wurde eine Fläche von rund 0,1 Quadratmeter Tropischer Regenwald gekauft und in Naturschutzgebiete umgewandelt. Die Non-Profit-Suchmaschine, die ihren Namen von dem englischen Wort Forest (für Wald) ableitete, garantierte 90 % ihrer Werbeeinkünfte an die US-amerikanische Naturschutzorganisation The Nature Conservancy zu spenden, die damit im Rahmen ihres Programms „Adopt an Acre“ Regenwaldflächen kaufte, damals auf der Halbinsel Osa, und unter Naturschutz stellte.
Wenn man auf der Forestle-Webseite eine Suchanfrage startete, wurde diese an Yahoo weitergeleitet. Die eigentliche Suche übernahm Yahoo. Dadurch sparte Forestle eine eigene Server-Infrastruktur im Hintergrund ein, die zur Suche von Webseiten und zum Generieren von Suchergebnissen nötig wäre. Dem gegenüber standen längere „Transportwege“ für die Suchanfrage bzw. das Suchergebnis. Forestle setzte auf Yahoo noch einen eigenen Server drauf, der ebenfalls Strom verbrauchte. Forestle wurde weitgehend CO2-neutral betrieben: Die gesamte CO2-Emission für die Erzeugung der elektrischen Energie, die durch die Server, das Netzwerk und die Computer der Nutzer von Forestle.org verbraucht wurde, wurde durch nachträglichen Kauf von RECS-Zertifikaten für erneuerbare Energien bei einem weiteren Partner wieder ausgeglichen. Das gilt allerdings nicht für den eigentlichen Suchvorgang auf den Servern von Yahoo.
Auf der Webseite wurden monatlich Spendenbelege veröffentlicht. Außerdem wurde angegeben, dass Forestle unter regelmäßiger Kontrolle von „The Nature Conservancy“ stand. Um den damaligen Schutz aufrechtzuerhalten, wurden Schutzpläne mit Holzunternehmen und den Kommunen erarbeitet und finanziert.
Es wurden 10.319.493,0 m² Quadratmeter Regenwald gerettet. Die Anzahl der Suchanfragen haben sich von Dezember 2008 auf Januar 2009 von ca. 4.000 pro Tag auf ca. 10.000 pro Tag mehr als verdoppelt und befanden sich am 8. Februar 2009 bei über 20.000 Suchanfragen pro Tag.

### Forestle-Stilllegung
Suchanfragen an Forestle wurden seit dem 1. Januar 2011 an Ecosia weitergeleitet. Nach Angaben von Forestle wird so die Tatkraft der beiden Projekte von Christian Kroll gebündelt, weil die Weiterentwicklung nur auf Ecosia konzentriert werden muss. Die Suche über Forestle trug dazu bei, dass eine gesamt Spendensumme von 95.000 Euro an die Umweltschutzorganisation The Nature Conservancy übergeben werden konnte. Das entspricht einer nachhaltig geschützten Fläche von mehr als 10 Quadratkilometern des Regenwaldes.

## Funktionen
Für die Websuche stand ein Browser-Plugin zur Verfügung, womit Suchanfragen über Forestle möglich waren, ohne die Startseite aufzurufen. Es wurde auch ein iGoogle Gadget angeboten. Forestle bot ein Suchverfahren mit Indikatoren an, welche bestimmte Suchergebnisse nach Quellen filterte. Die Sprache der Indikator-Suche wurde automatisch zugeordnet, so dass eine Suche über die US-Website oder auf der britischen Website unter anderem einem Treffer auf die englische Wikipedia anzeigte. Suchanfragen auf der deutschen oder österreichischen Forestle-Webseite führen mitunter zu Ergebnissen, die auf die deutschsprachige Wikipedia führten.

## Auszeichnungen
Am 27. November 2009 erhielt Forestle den Utopia Award, einen Preis, mit dem deutsche Vorbilder, Unternehmen, Organisationen und Produkte aus dem Nachhaltigkeitsbereich ausgezeichnet werden.

„Die grüne Internet Suchmaschine Forestle bietet eine einfache und starke Möglichkeit, durch die Nutzung einer täglich vielfach konsumierten Dienstleistung dazu beizutragen, bestehende Regenwälder zu schützen. […]“

## Partnerschaft
Forestle kooperierte zunächst mit Google. Nach wenigen Tagen kündigte Google die Zusammenarbeit mit Forestle. Forestle würde den Nutzer zum Klicken auf Werbebanner regelrecht auffordern, so die Begründung. Forestle arbeitet seitdem mit Yahoo zusammen.

## Hintergrund
Forestle war das erste Projekt von Christian Kroll, der mittlerweile zwei weitere „grüne“ Suchmaschinen entwickelt hat:
- Die Websuche auf Znout ist nicht gemeinnützig, sondern hat sich zum Ziel gesetzt, den gesamten CO2-Ausstoß, der durch Suchen bei Znout verursacht wird, durch den Kauf von Zertifikaten für erneuerbare Energien auszugleichen.[11] Znout kooperiert mit Google und war ursprünglich nur eine Übergangslösung, als Google den Vertrag mit Forestle kündigte. Die CO2-neutrale Suche sollte zunächst nur während der Umstellung von Forestle auf Yahoo betrieben werden. Jetzt leitet die ehemalige Webseite von Znout auf die von Ecosia um.
- Ecosia arbeitet mit Bing, Yahoo und dem WWF zusammen.

## Kritik
Forestle warb mit einer CO2-neutralen Suche, was nur bedingt stimmte. Das Unternehmen co2stats maß und analysierte den Traffic der Webseite. Im selben Umfang wurden im Nachhinein von dem US-amerikanischen Unternehmen RECS-Zertifikate gekauft. Dabei sollte der Strom-Verbrauch von Server, Netzwerk und den Computern der Besucher berücksichtigt werden. Allerdings wird durch den Handel mit diesen Ökozertifikaten Atom- oder Kohlestrom einfach in Ökoenergie umetikettiert; die tatsächliche ökologische Strommenge wird nicht erhöht.